# Exo Sud-Ouest
Exo Sud-Ouest est une constituante de l'organisme Exo qui opère les services de transport en commun des villes situées au sud-ouest de Montréal. L'entité a été créée en 1984 en tant que Conseil intermunicipal de transport du Sud-Ouest (CITSO) et intégrée le 1er juin 2017 au Réseau de transport métropolitain (RTM) pour devenir un secteur de ce dernier, l'organisme est alors renommé RTM Sud-Ouest. Le 23 mai 2018, le RTM annonce qu'il utilisera désormais le nom Exo pour ses communications publiques.
Les villes desservies par Exo Sud-Ouest sont Kahnawake, Châteauguay, Léry, Beauharnois et Salaberry-de-Valleyfield. Après avoir annoncé son retrait du réseau d'Exo pour créer la Société de transport de Salaberry-de-Valleyfield le 24 janvier 2021, la Ville de Salaberry-de-Valleyfield et Exo annoncent que celle-ci réintégrera le réseau d'Exo le 23 août 2021, mais avec un nombre moins élevé d'arrêts.

## Réseau
Exo Sud-Ouest opère 18 circuits dont la plupart desservent Châteauguay, ceux-ci sont toutefois majoritairement en service en période de pointe. Tous les circuits se rendent à Montréal, soit à la station de métro Angrignon, au terminus Centre-Ville ou au Cégep André-Laurendeau, à l'exception des circuits 20, 27 et 33. Les circuits offerts seulement en période de pointe portent un numéro de 21 à 29. Ces circuits desservent la ville de Châteauguay. 
Le service d'autobus entre Salaberry-de-Valleyfield, Vaudreuil-Dorion, Saint-Zotique, Les Coteaux et Coteau-du-Lac cesse d'être opéré par Exo le 31 décembre 2018.

## Stationnements incitatifs et terminus
|                                                                           | Adresse                                       | Nombre de places de stationnement gratuit |   |   |   |    |
| ------------------------------------------------------------------------- | --------------------------------------------- | ----------------------------------------- | - | - | - | -- |
| Terminus Valleyfield                                                      | 51, rue Hébert Salaberry-de-Valleyfield, QC   | 26                                        | 1 | 1 | 0 | 0  |
| Stationnement incitatif Beauharnois                                       | 300, rue Ellice Beauharnois, QC               | 25                                        | 0 | 0 | 0 | 0  |
| Stationnement incitatif Châteauguay                                       | 42, boul. Saint-Jean-Baptiste Châteauguay, QC | 535                                       | 2 | 3 | 5 | 15 |
| Angrignon Terminus Angrignon                                              | 3500, boul. des Trinitaires Montréal, QC      | 733 places                                | 0 | 8 | 0 | 91 |
| Bonaventure Gare Lucien-L'Allier Terminus Mansfield Terminus Centre-Ville | 889, rue Saint-Jacques Montréal, QC           | 0                                         | 0 | 0 | 0 | 0  |

## Liste des circuits
| Service régulier | Service de pointe |
| --- | --- |
| 1 Salaberry-de-Valleyfield - Montréal Station Angrignon - Terminus Valleyfield Angrignon Terminus Angrignon Stationnement incitatif Beauharnois (correspondance avec la STSV) Stationnement incitatif Châteauguay Terminus Valleyfield | 21 Châteauguay - Montréal Station Angrignon - Avenue de la Verdure / Boulevard d'Anjou Angrignon Terminus Angrignon Stationnement incitatif Châteauguay                                                                             |
| 20 Beauharnois Boulevard de Melocheville / 1e avenue - Rue François-Branchaud / Rue Faubert Stationnement incitatif Beauharnois | 22 Châteauguay - Montréal Station Angrignon - Rue Chopin / Boulevard Saint-Jean-Baptiste Angrignon Terminus Angrignon Stationnement incitatif Châteauguay                                                                           |
| 31 Châteauguay - Montréal Station Angrignon - Boulevard Saint-Joseph / Boulevard d'Anjou Angrignon Stationnement incitatif Châteauguay Terminus Angrignon                                                                              | 23 Châteauguay - Montréal Station Angrignon - Boulevard Primeau / Boulevard René-Lévesque Angrignon Terminus Angrignon Stationnement incitatif Châteauguay                                                                          |
| 32 Châteauguay - Montréal Station Angrignon - Boulevard Saint-Joseph / Boulevard d'Anjou Angrignon Stationnement incitatif Châteauguay Terminus Angrignon                                                                              | 24 Châteauguay - Montréal Station Angrignon - Rue Brault / Boulevard D'Youville Angrignon Terminus Angrignon Stationnement incitatif Châteauguay                                                                                    |
| 33 Châteauguay Boulevard Saint-Joseph / Boulevard d'Anjou - Hôpital Anna-Laberge | 25 Châteauguay - Montréal Station Angrignon - Boulevard Deguire / Rue Principale Angrignon Terminus Angrignon Stationnement incitatif Châteauguay                                                                                   |
| | 26 Châteauguay - Montréal Station Angrignon - Rue Edmour / Chemin Vinet Angrignon Terminus Angrignon Stationnement incitatif Châteauguay                                                                                            |
| | 27 Châteauguay Rue Higgins / Boulevard Salaberry N. - Stationnement incitatif Châteauguay Stationnement incitatif Châteauguay |
| | 28 Châteauguay - Montréal (Centre-ville) Terminus Mansfield - Rue Principale / Boulevard René-Lévesque Bonaventure Gare Lucien-L'Allier Terminus Mansfield Stationnement incitatif Châteauguay Stationnement incitatif Beauharnois* |
| | 29 Châteauguay - Montréal Station Angrignon - Boulevard Industriel / Boulevard Saint-Jean-Baptiste Angrignon Terminus Angrignon Stationnement incitatif Châteauguay                                                                 |
| | 90 Cégep André-Laurendeau Cégep André-Laurendeau - Rue Principale / Boulevard René-Lévesque Stationnement incitatif Châteauguay |
| | 98 Kahnawake - Montréal Station Angrignon - Bureau d'administration de Kahnawake (Office Complex) Angrignon Terminus Angrignon |

| Circuits abolis |
| --- |
| 20 Châteauguay - Montréal Station Angrignon - Boulevard Salaberry N. / Rue Higgins Angrignon Terminus Angrignon      |
| 27 Châteauguay - Montréal Station Angrignon - Rue Edmour / Chemin Vinet Angrignon Terminus Angrignon                 |
| 97 Saint-Zotique - Les Coteaux - Valleyfield Terminus Valleyfield - Saint-Zotique - Les Coteaux Terminus Valleyfield |
| 99 Valleyfield - Vaudreuil Terminus Valleyfield - Gare Vaudreuil Terminus Valleyfield Gare Vaudreuil                 |

*Certains départs seulement.
Un service de taxibus est également offert par Exo Sud-Ouest dans les municipalités de Châteauguay, Léry et Beauharnois. Le taxibus de Châteauguay est offert en correspondance avec les circuits 31 et 32 alors que ceux de Léry et de Beauharnois le sont avec le circuit 1.

## Zones tarifaires
Le territoire d'Exo Sud-Ouest s'étend sur trois zones tarifaires.
- Zone 5 (TRAM 5 ; nouvelle zone C): Léry, Châteauguay et Kahnawake
- Zone 6 (TRAM 6 ; nouvelle zone C): Beauharnois
- Zone 8 (TRAM 8 ; nouvelle zone D): Salaberry-de-Valleyfield

## Correspondances avec d'autres sociétés de transport

### Montréal
- Ligne verte (métro de Montréal) à la station  Angrignon
- Ligne orange (métro de Montréal) à   Bonaventure (terminus Centre-Ville)
- à Gare centrale de Montréal (terminus Centre-Ville)
- à Gare Lucien-L'Allier (près du terminus Centre-Ville et via RESO)
- Bus de la  et  (secteurs Roussillon et Haut-Saint-Laurent) à la station  Angrignon
- Bus  (secteur Haut-Saint-Laurent et Laurentides ),  RTL  et Ville de Saint-Jean-sur-Richelieu (près du terminus Centre-Ville).
- a la station Gare Centrale [Terminus Centre-Ville]
- sur de la Gauchetiere [pres du Terminus Centre-Ville.]

### Châteauguay
- Haut-Saint-Laurent au Stationnement incitatif Châteauguay

### Beauharnois
- Bus de la Société de transport de Salaberry-de-Valleyfield à l'hôtel de ville de Beauharnois.

### Salaberry-de-Valleyfield
- Bus de la Société de transport de Salaberry-de-Valleyfield au terminus Valleyfield.